# Пулие, Джузеппе
Джузеппе Пулие (итал. Giuseppe Pulie; 26 декабря 1964 года, Ауронцо-ди-Кадоре) — итальянский лыжник, серебряный призёр олимпийских игр 1992 года. 

## Карьера
В Кубке мира Пулие дебютировал в 1988 году, тогда же впервые попал в тридцатку лучших на этапе Кубка мира. Всего имеет на своём счету 6 попаданий в тридцатку лучших на этапах Кубка мира. Лучшим достижением Пулие в общем итоговом зачёте Кубка мира является 46-е место в сезоне 1992/93. 
На Олимпиаде-1992 в Альбервиле завоевал серебряную медаль в эстафете, кроме того был 16-м в гонке на 30 км классикой.
За свою карьеру принимал участие в двух чемпионатах мира, медалей на которых он не завоёвывал, лучший результат 14-е место в гонке на 10 км классикой на чемпионате-1991. 